# Hagers Enzyklopädie der Arzneistoffe und Drogen
Hagers Enzyklopädie der Arzneistoffe und Drogen (vormals Hagers Handbuch der Pharmazeutischen Praxis) ist ein alphabetisch geordnetes Nachschlagewerk der Pharmazie. Es wurde erstmals im Jahr 1875 von Hermann Hager herausgegeben. Weitere Ausgaben des Verlags Springer (Berlin, Heidelberg und New York) wurden von Rudolf Hänsel, Horst Rimpler, auch von Paul Heinz List und Ludwig Hörhammer, und zuletzt von Wolfgang Blaschek herausgegeben.
Die letzte gedruckte Ausgabe umfasste 17 Bände mit Monographien zu 5.500 Stoffen und 4.190 Drogen. Bis 2007 erschien eine Ausgabe auf DVD im Verlag Springer Science+Business Media. Der Deutscher Apotheker Verlag vertreibt das Werk seither sowohl als HagerROM auf DVD, als auch als HAGER digital (als Datenbank im Online-Portal DrugBase). 2023 erschien eine aktualisierte Ausgabe der DVD-Version (HagerROM DVD 2023).
Die in medizinischen Kreisen verwendeten Abkürzungen HH2 und HH3 stehen für die jeweiligen Ausgaben.